# Quadro de Material Bélico

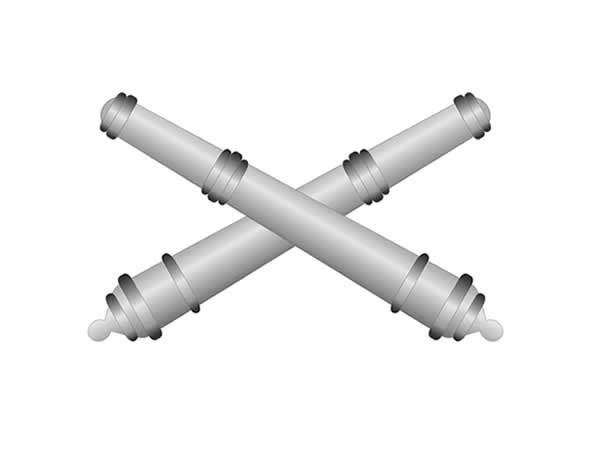
Símbolo do Material Bélico

O Quadro de Material Bélico é o serviço do Exército Brasileiro que realiza apoio logístico voltado para a manutenção do material bélico, principalmente, os armamentos, as viaturas e as aeronaves, no tocante ao suprimento de peças e conjuntos de reparação destinados a esses materiais. Entre suas atribuições, incluem-se também o suprimento de combustíveis, óleos, graxas e lubrificantes para motores e máquinas. Assim, como o Serviço de Intendência, sua função é logística, e, comparadas às armas combatentes, atuam mais distantes do campo e suas atividades têm paralelos muito mais próximos no meio civil.
Seu patrono é o Tenente-General Carlos Antônio Napion.